# Tășnad
Tășnad (in ungherese Tasnád, in tedesco Trestenburg) è una città della Romania di 9 479 abitanti, ubicata nel distretto di Satu Mare, nella regione storica della Transilvania. 
Fanno parte dell'area amministrativa anche le località di Blaja, Cig, Rațiu, Sărăuad e Valea Morii.
La località è conosciuta per le sue acque termali, anche se il loro sfruttamento è ancora piuttosto limitato.